# 2014 في بلجيكا
فيما يلي قوائم الأحداث التي وقعت خلال عام 2014 في بلجيكا.

## سياسة

### تعيين في المنصب
- 1 يناير – زكية الخطابي عضو مجلس النواب من بلجيكا.

### انتهاء فترة المنصب
- 1 يناير – زكية الخطابي عضو مجلس الشيوخ البلجيكي.

## رياضة
- 1 يناير – إي ثري هاريل بيك 2014
- 1 يناير – طواف فلاندرز 2014
- 23 أبريل – فليش والون 2014
- 27 أبريل – لييج-باستون-لييج 2014
- 24 أغسطس – جائزة بلجيكا الكبرى 2014 الفائز دانيل ريكاردو.
- 17 سبتمبر – جي بي دي والوني 2014 الفائزون توني قالوبا، يان باكيلانتس، جريج فان أفرمت.

## أفلام
من الأفلام التي صدرت هذه السنة في بلجيكا:
- 1 يناير – أغنية من البحر من إخراج توم مور.
- 1 يناير – ديانا من إخراج أوليفر هيرشبيغل.
- 1 يناير – ذا لوفت من إخراج Erik Van Looy [الإنجليزية]‏.
- 1 يناير – متتالية فرنسية من إخراج Saul Dibb [الإنجليزية]‏، Michael Kuhn [الإنجليزية]‏.
- 1 يناير – مدام بوفاري من إخراج Sophie Barthes [الإنجليزية]‏.
- 1 يناير – يومين -ليلة واحدة من إخراج جان بيار داردين [الإنجليزية]‏.
- 14 مايو – غريس أميرة موناكو من إخراج أوليفيه داهان.
- 19 مايو – بورجمان من إخراج ألكس فان وارميردام.
- 25 ديسمبر – شبق من إخراج لارس فون ترايير.

## وفيات

### أبريل
- 9 أبريل – رينيه ميرتنز (مواليد 1922) درّاج طريق بلجيكي.